# Ethereal wave
Ethereal wave, ethereal darkwave in Europa en ethereal goth of simpelweg ethereal in de Verenigde Staten, is een subgenre van de muziekstijl darkwave. Het ontstond als een variant van gothic rock en werd gespeeld door groepen als Cocteau Twins en Dead Can Dance.
Er is overlapping tussen ethereal wave, shoegaze en dreampop. Veel groepen beïnvloeden elkaar of hebben dezelfde invloeden. De belangrijkste invloeden in de ethereal wave zijn Dead Can Dance, Cocteau Twins This Mortal Coil, All About Eve en Siouxsie and the Banshees.

## Artiesten
- Aenima
- Area
- Autumn
- Autumn's Grey Solace
- Black Tape for a Blue Girl
- Cocteau Twins
- Dark Orange
- Dead Can Dance
- Faith & Disease
- Lisa Gerrard
- Love Spirals Downwards
- Lovesliescrushing
- Lycia
- Miranda Sex Garden
- Mors Syphilitica
- Ostia
- Siddal
- Soul Whirling Somewhere
- Stare
- Tearwave
- This Ascension
- This Mortal Coil
- Trance to the Sun
- Xmal Deutschland